# Teraz Toruń
Teraz Toruń – bezpłatny tygodnik ukazujący się w Toruniu w okresie od września 2006 do grudnia 2014, kiedy został zastąpiony tygodnikiem „Nasze Miasto” w związku z przejęciem spółki Media Regionalne przez spółkę Polska Press.

## Charakterystyka
Pismo miało stałe dodatki: dom i wnętrze, motoryzacja, zdrowie i uroda, przedsiębiorczy Toruń oraz edukacja. Wydawany był w nakładzie 40 tysięcy egzemplarzy.
Pismo było adresowane do osób zainteresowanych życiem miasta, szczególnie jego pozytywną stroną. Redakcja dużo miejsca poświęcała na rozbudowany informator weekendowy i opisuje ludzi, którzy wpływają na miejskie wydarzenia.